# 浜口喜博
浜口 喜博（はまぐち よしひろ、1926年〈大正15年〉6月23日 - 2011年〈平成23年〉8月10日）は、香川県出身の競泳選手、俳優。
1952年ヘルシンキオリンピック男子800m自由形リレー銀メダリスト。引退後は俳優に転向するも、その後は日本水泳連盟役員を歴任、死去時は顧問を務めていた。

## 来歴
1926年6月13日、香川県香川郡雌雄島村大字男木（男木島、現・香川県高松市男木町）にて出生。香川県立大川中学校（現・香川県立三本松高等学校）、日本大学卒業。
1952年のヘルシンキオリンピック男子800m自由形リレーで鈴木弘、後藤暢、谷川禎次郎とともに銀メダルを獲得。自由形100mでも準決勝に進出し、わずかの差で決勝進出を逃している。
水泳選手引退後は映画『ブルーバ』で俳優デビューを果たし、テレビ番組『少年ジェット』や大映映画に出演したほか、日本水泳連盟役員（強化委員、代表総監督、常務理事）などを歴任した。
2011年8月10日、心不全のため東京都目黒区の病院で死去。85歳没。

## 主な出演作
- ブルーバ（1955年、大映） - 丈児（ブルーバ）
- 豹（ジャガー）の眼（1956年、大映） - 王大人
- 豹（ジャガー）の眼　青龍の洞窟（1956年、大映） - 王大人
- 薔薇の絋道館（1956年、大映）
- 新・平家物語 静と義経（1956年、大映）
- 朝の口笛（1957年、大映）
- 海軍兵学校物語 あゝ江田島（1959年、大映） - 土屋教官
- 大怪獣決闘 ガメラ対バルゴン（1966年、大映）